# Roger Hodgson
 (février 2025).
Si vous disposez d'ouvrages ou d'articles de référence ou si vous connaissez des sites web de qualité traitant du thème abordé ici, merci de compléter l'article en donnant les références utiles à sa vérifiabilité et en les liant à la section « Notes et références ».
Pour les articles homonymes, voir Hodgson.
Roger Hodgson, né le 21 mars 1950 à Portsmouth dans le Hampshire, est un auteur-compositeur-interprète britannique, principalement connu pour avoir été guitariste, claviériste et chanteur dans le groupe de rock Supertramp, dont il a composé et interprété la majorité des grands succès, tels que Give a Little Bit, Dreamer, The Logical Song, It's Raining Again, School, Breakfast in America.

## Biographie

### 1969 - 1983
Roger Hodgson développe très tôt son côté créatif. Guitariste, bassiste, pianiste et chanteur, il donne son premier concert dans son école à l'âge de douze ans. À dix-neuf ans, il enregistre son premier single avec le groupe Argosy, Mr Boyd / Imagine, sur lequel on retrouve un certain Reginald Dwight – qui se fera connaître plus tard sous le pseudonyme d'Elton John – au piano, Caleb Quaye à la guitare, et Nigel Olsson à la batterie. La même année, sa mère Jill l'encourage à tenter sa chance à l'audition Genuine Opportunity, organisée par Rick Davies. Hodgson avait déjà rencontré Davies au sein du groupe The Joint. Lors de cette audition, Hodgson interprète à la guitare Dear Mr Fantasy de Traffic (Dear Mr Fantasy est sorti sur l'album éponyme de Traffic en 1967).[réf. souhaitée]
Rick Davies trouve dans la voix de Roger Hodgson tout ce qu'il cherche pour former le groupe qu'il désire. Ensemble, ils lancent Supertramp en 1969.
Hodgson quitte le groupe en 1983 après avoir enregistré sept albums.

### Depuis 1984
En 1984, un an après son départ de Supertramp, Hodgson sort un premier album solo : In the eye of the storm. L'album est enregistré en Californie, où il réside alors. Le mixage et mastering se feront à New York. L'album est une grande réussite.
En octobre 1987, il sort son deuxième album : Hai ! Hai ! Il signe l'intégralité des chansons, et trois musiciens du groupe Toto participent à son enregistrement : David Paich aux claviers, Jeff Porcaro à la batterie et Steve Porcaro à la programmation des synthétiseurs. Le disque ne rencontre pas le succès escompté.
À la suite d'une chute, Roger se casse les deux poignets. Ses médecins lui annoncent qu'il ne pourra plus jouer de guitare. Après une période où il s'occupe de sa famille – il a deux enfants –, on le retrouve dans le spectacle Night of the Proms en 1991 et 1995, où il interprète The Logical Song et Give a Little Bit.
En 1994, il écrit la chanson Walls avec le guitariste Trevor Rabin alors qu'il doit se joindre au groupe Yes, en remplacement du chanteur Jon Anderson. Cependant, ce dernier revient sur sa décision et le projet ne voit pas le jour. La chanson est tout de même présente sur l'album Talk de Yes mais dans une version remaniée avec la voix de Jon Anderson au lieu de celle de Hodgson. On peut toutefois entendre la version originale sur l'album de démos 90124 de Trevor Rabin, avec qui Hodgson chante en duo.
Enfin, dix ans après l'échec de son deuxième album, il sort Rites of passage (1997), son troisième disque solo. C'est un album live enregistré à Nevada City, avec son fils Andrew et John Helliwell, le saxophoniste de Supertramp.
En 1998, il effectue la tournée la plus longue réalisée par un artiste solo. C'est le retour de Roger Hodgson sur la scène internationale du rock alternatif. En 1999, aux côtés de musiciens de Fairport Convention, Tri Yann, Didier Lockwood, Dan Ar Braz et Jean Luc Dietrich entre autres, Hodgson participe à l'album Excalibur, album d’inspiration celtique, écrit par Alan Simon. Il interprète deux chansons : The Elements et The Will of God. Hodgson participe également à quelques dates de représentation de la troupe.
Son troisième album studio, Open the Door, réalisé au côté d'Alan Simon, sort au mois de mai 2000. Résolument plus pop, on y retrouve le son de Supertramp. Trevor Rabin est à la guitare et aux claviers et fait les chœurs sur la chanson The More I look. L'album sera disque d'or deux mois après sa sortie. S'ensuit une tournée passant par l'Olympia à Paris. Quelques mois auparavant, Hodgson s'était produit au Bataclan seul sur scène et en acoustique.
Un an après, Roger Hodgson participe aux Night of the Proms édition 2001 en compagnie de Simple Minds et Michel Fugain. Au mois de juillet, il se produit lors de la tournée du All Star Band Tour de l'ex-Beatles Ringo Starr, avec Greg Lake, Howard Jones et Sheila E.. Il y interprète The Logical Song, Take The Long Way Home et Give A Little Bit.

Après des vacances, Hodgson se produit trois fois en septembre 2002 en Californie et au Canada. En 2004, il réenregistre Give a Little Bit pour les victimes du tsunami du 26 décembre 2004 à 7h58 locales sur l'île de Sumatra.

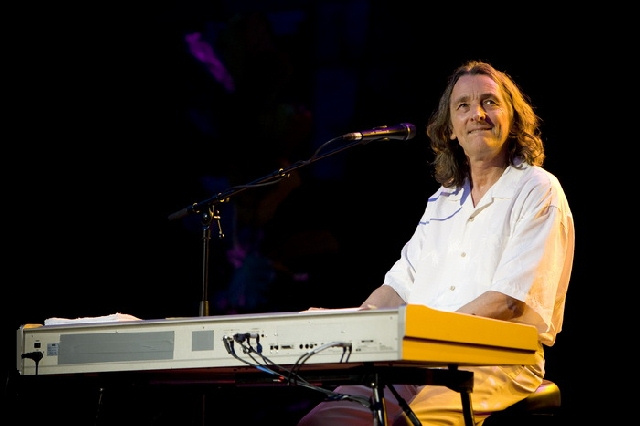
Roger Hogdson en 2008

Le 28 août 2011, Roger Hodgson apparaît une heure et demie à Verviers (Belgique) à l'occasion de la Fiesta City devant 12 000 personnes.  Il y interprète plusieurs chansons de Supertramp, et des pièces de son répertoire solo.
Le 6 juillet 2012, Roger Hodgson et son groupe donnent un concert de deux heures au festival « Pause Guitare » à Albi, France, sur la base de loisirs de Pratgraussals, puis le lendemain sous la pluie à la ville de Cognac devant 5 000 personnes au festival Blues Passions. La majorité des chansons sont de l'époque Supertramp, s'y ajoutent Death and the Zoo, de son dernier album solo Open the Door, et  Lovers in the Wind et In Jeopardy.
Le 8 juillet, il donne un concert en plein air à Luxembourg ville dans le cadre du Festival Rock un Kundler , devant dix mille personnes. Le 22 juillet, il est au Paleo Festival de Nyon (Suisse) et joue devant 25 000 personnes.
Le 13 octobre 2012, pour le compte du Comité d'entreprise d'Airbus, Roger Hodgson donne un concert privé sous un chapiteau à Merville près de Toulouse devant 10 000 personnes.

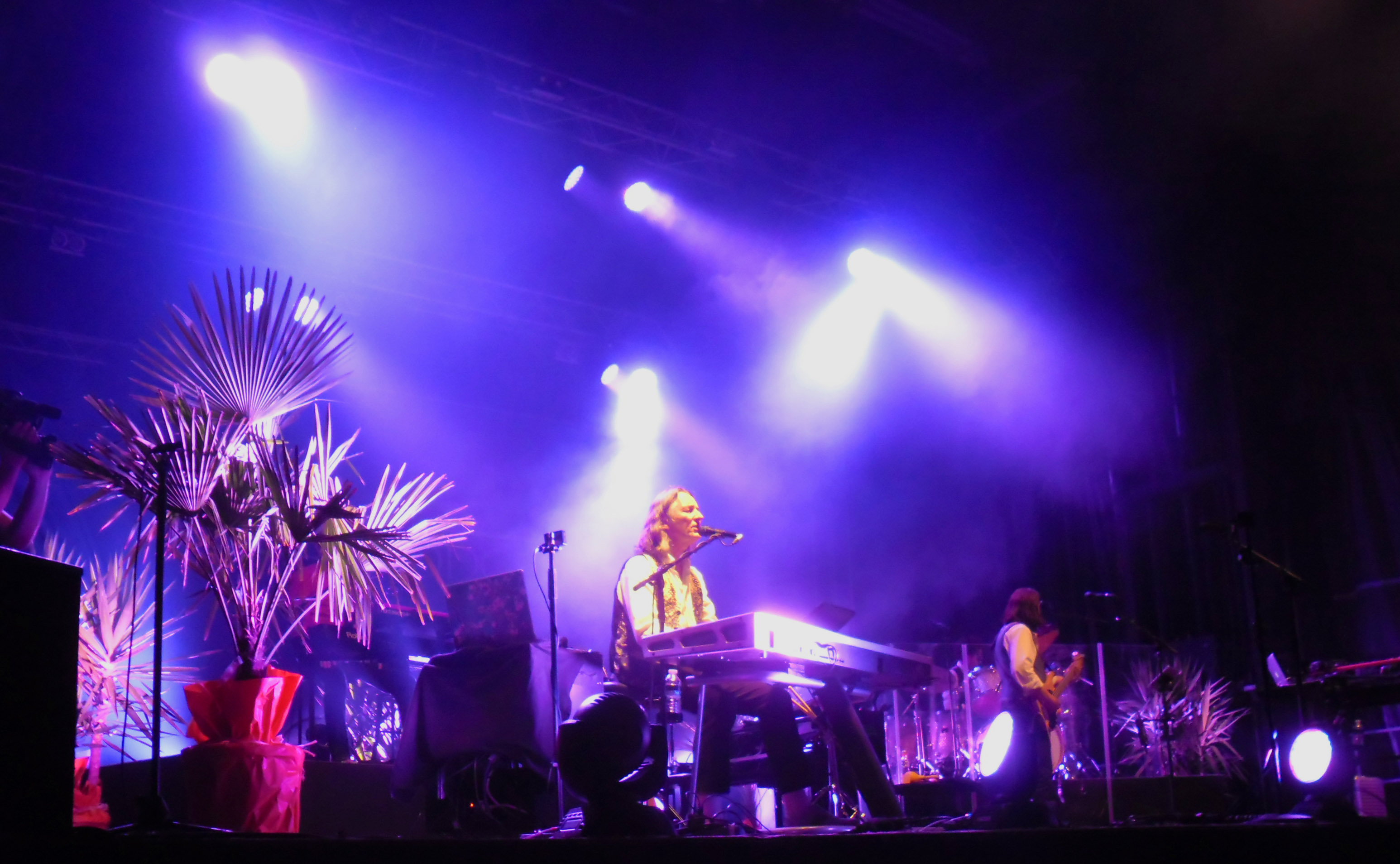
Roger Hodgson en concert à Trélazé en septembre 2013

Il continue à donner des concerts à travers le monde, en solo ou avec ses musiciens. Sa tournée mondiale se poursuit en 2017 au Brésil, en Argentine, en Uruguay, en Irlande, en Angleterre, aux Pays-Bas, en France, en Suisse, en Allemagne, en Belgique, en Espagne, en Italie, au Luxembourg, aux États-Unis et au Canada.

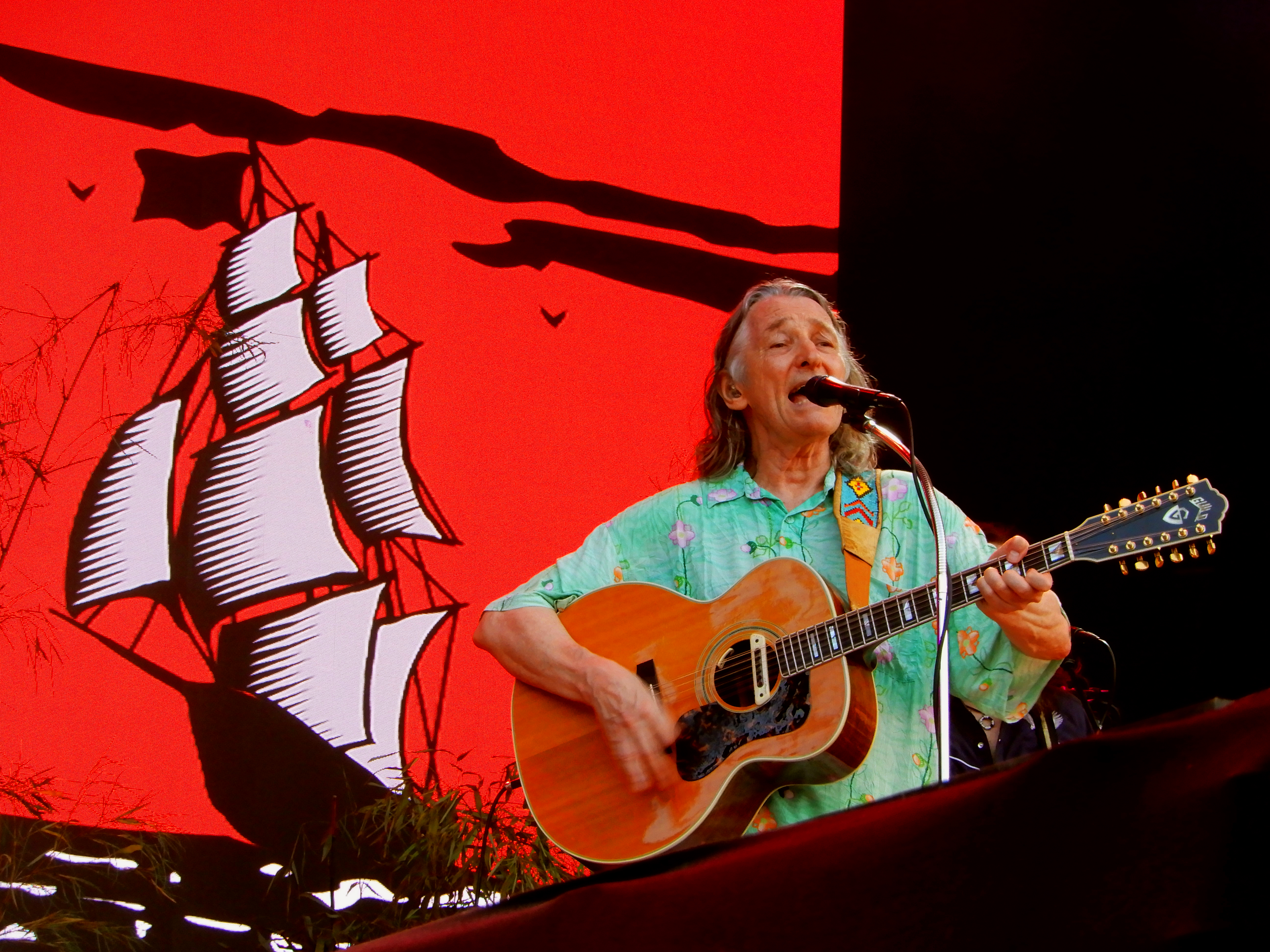
Roger Hodgson à Nort sur Erdre le 28 juin 2019

 Roger Hodgson tourne ensuite avec Night of the Proms pour 17 représentations en Allemagne et au Luxembourg. Le magazine Subba-Cultcha commente ainsi la tournée de Hodgson : « Alternant entre le piano électrique, le piano à queue et les guitares, Hodgson tisse sans effort la musique autour de son public procurant une libération émotionnelle presque cathartique dans certains cas... » « Sa voix immédiatement reconnaissable et ses accords vibrants sont si parfaits que vous y entendrez la vraie gentillesse et la personnalité de Hodgson, qui se propagent par ondes, de la scène vers le public. Durant ses concerts, Roger Hodgson partage souvent avec le public la façon dont ses chansons ont été écrites. Il se connecte profondément avec les fans ; d'une manière telle que seules quelques stars de sa stature peuvent le faire. »
En 2020, pour les quarante ans de Breakfast in America, il lance le Breakfast in America Tour, qui l'emmènera à la scène de la Place des Arts de Montréal, et durant lequel il interprète les morceaux écrits lors des concerts de la tournée originelle de 1980. Le magazine Rolling Stone rédige alors à son propos : « Toutes ces années, je pensais que j'étais un fan de Supertramp alors que j'étais et suis toujours en réalité fan de Roger Hodgson. Quel spectacle! - « Wow » est tout ce que je peux dire ».

## Distinctions et récompenses
- Chevalier de l'ordre des Arts et des Lettres, 2012, décoré par le Ministre de la Culture Franck Riester en 2019[5].

## Discographie

### Albums studios
- 1984 - In the Eye of the Storm
- 1987 - Hai Hai
- 2000 - Open the Door

### Albums en concert
- 1997 - Rites of Passage - Extraits d'un concert enregistré en 1996
- 2010 - Classics Live - Compilations de titres joués en live au cours de la tournée 2009-2010

### DVD
- 2006 - Take the Long Way Home: Live in Montreal - DVD Live d'un concert enregistré à Montréal en juin 2006

### Argosy
- 1969 : Mr. Boyd/Imagine - Single avec Roger Hodgson à la basse et au chant, Reginald Dwight au piano, Caleb Quaye à la guitare et Nigel Olsson à la batterie

### Albums studio
- 1970 - Supertramp
- 1971 - Indelibly Stamped
- 1974 - Crime of the Century
- 1975 - Crisis? What Crisis?
- 1977 - Even in the Quietest Moments...
- 1979 - Breakfast in America
- 1982 - …Famous Last Words…

### Albums en concert
- 1980 - Paris - Concert enregistré au Pavillon de Paris en 1979
- 2001 - Is Everybody Listening? - Concert enregistré au Hammersmith de Londres en 1975.

### Compilations
- 1990 - The Very Best of Supertramp: Volume 1
- 1992 - The Very Best of Supertramp: Volume 2
- 2005 : Retrospectacle (The Supertramp Anthology) - Album double.

#### DVD
- 1990 : The Story So Far...
- 2003 : Inside Supertramp 1974-1978 (An Independent Critical Review)
- 2012 : Live In Paris '79

### Collaborations
- 1973 : You and Me de Chick Churchill - Guitare et basse, sur You And Me, basse sur Reality In Arrears, Ode To An Angel et You're Not Listening. Avec Rick Davies de Supertramp à la batterie ainsi que Martin Barre de Jethro Tull à la guitare.
- 1999 : Excalibur (La Légende Des Celtes) d'Alan Simon - Sur The Elements et The Will Of God.
- 2000 : Mayo Longo de Carlos Núñez - Sur The Moon Says Hello.
- 2000 : Excalibur (Le Concert mythique) de Alan Simon - Sur The Elements, The Will Of God et Dans la même lumière (Brother).
- 2002 : King Biscuit Flower Hour Presents Ringo and His New All-Starr Band de Ringo Starr
- 2003 : 90124 de Trevor Rabin - Roger Hodgson chante sur Walls.
- 2006 : Ringo Starr and Friends de Ringo Starr & His New All-Starr Band